# Friends in the Corner EP
Friends in the Corner EP, è il secondo EP della cantante britannica Foxes, pubblicato il 1º aprile 2021 dalla PIAS Recordings.

## Tracce
1. Friends in the Corner – 3:29 (testo: Louisa Rose Allen, James Flannigan – musica: Oli Bayston)
2. Kathleen – 3:51 (testo: Louisa Rose Allen, Courage, Laura Dockrill – musica: Charlie Hugall, Courage)
3. Love Not Loving You – 3:34 (testo: Louisa Rose Allen, Jon Green, Jack Leonard, Jonny Harris – musica: Cheap Cuts, Luke Smith)
4. Hollywood – 3:20 (testo: Louisa Rose Allen, Jon Green, Jack Leonard, Jonny Harris – musica: Cheap Cuts, Jon Green)
5. Dance – 3:20 (testo: Louisa Rose Allen, Jennifer Decilveo – musica: Oli Bayston, Rich Cooper)
6. Woman – 3:14 (testo: Louisa Rose Allen, Paul Dixon – musica: Paul Dixon)
7. Courage – 4:07 (testo: Louisa Rose Allen, Paul Dixon – musica: Luke Smith)
8. Kathleen (Acoustic Live) – 3:57 (testo: Louisa Rose Allen, Courage, Laura Dockrill – musica: Charlie Hugall, Courage)